# ماريو غوسلين (لاعب هوكي جليد)
ماريو غوسلين هو لاعب هوكي جليد كندي، ولد في 15 يونيو 1963 في ثيتفورد ماينز في كندا.

## وصلات خارجية
- ماريو غوسلين على موقع دوري الهوكي الوطني (الإنجليزية)
- ماريو غوسلين على موقع قاعة مشاهير الهوكي (لاعب أن.إتش.أل) (الإنجليزية)
- ماريو غوسلين على موقع EliteProspects.com (الإنجليزية)
- ماريو غوسلين على موقع HockeyDB.com (الإنجليزية)
- ماريو غوسلين على موقع Hockey-Reference.com (الإنجليزية)
- ماريو غوسلين على موقع أوليمبيديا (الإنجليزية)